# Дрюков, Анатолий Матвеевич
Анато́лий Матве́евич Дрю́ков (4 сентября 1936, Воронеж, СССР — 12 марта 2023, Москва) — советский и российский дипломат, заслуженный работник дипломатической службы Российской Федерации (2002).

## Карьера
В 1960 году окончил МГИМО МИД СССР. C 1961 года — на дипломатической работе: неоднократно выезжал на дипломатическую службу в Пакистан, Замбию, Сингапур, Индию. Длительное время, с перерывами на период загранкомандировок, работал в центральном аппарате МИД СССР и России.
- В 1986—1987 годах — заместитель начальника–заведующий отделом Управления социалистических стран Азии МИД СССР.
- С 15 июля 1987 по 24 августа 1990 года — чрезвычайный и полномочный посол СССР в Сингапуре.
- В 1990—1991 годах — начальник Главного управления кадров и учебных заведений МИД СССР.
- С 15 июля 1991 по 1 мая 1996 года — чрезвычайный и полномочный посол СССР и Российской Федерации в Индии.
- С 12 ноября 1998 по 24 марта 2005 года — чрезвычайный и полномочный посол Российской Федерации в Республике Армения.
- Имел опыт работы на всех должностях от дежурного референта до начальника Главного управления кадров МИД СССР.

Скончался 12 марта 2023 года в Москве на 87-м году жизни.

## Награды и почётные звания
- Орден Дружбы (4 марта 1998) — за большой вклад в проведение внешнеполитического курса России и многолетнюю добросовестную работу[3].
- Заслуженный работник дипломатической службы Российской Федерации (19 ноября 2002) — за заслуги в реализации внешнеполитического курса Российской Федерации и многолетнюю плодотворную дипломатическую деятельность[4].
- Нагрудный знак МИД России «За вклад в международное сотрудничество».
- Медаль Мхитара Гоша (30 марта 2005, Армения) — за значительный вклад в деле укрепления и развитии армяно-российских дружественных связей и в связи с завершением дипломатической миссии в Армении[5].
- «Серебряный крест» Союза армян России — за большой вклад в укрепление межгосударственных отношений между Россией и Арменией[6].